# Scythris tabescentella
Scythris tabescentella is een vlinder uit de familie dikkopmotten (Scythrididae). De wetenschappelijke naam is voor het eerst geldig gepubliceerd in 1880 door Staudinger.
De soort komt voor in Europa.